# Lachenalia rosea
Lachenalia rosea är en sparrisväxtart som beskrevs av Henry Charles Andrews. Lachenalia rosea ingår i släktet Lachenalia och familjen sparrisväxter. Inga underarter finns listade i Catalogue of Life.

## Bildgalleri

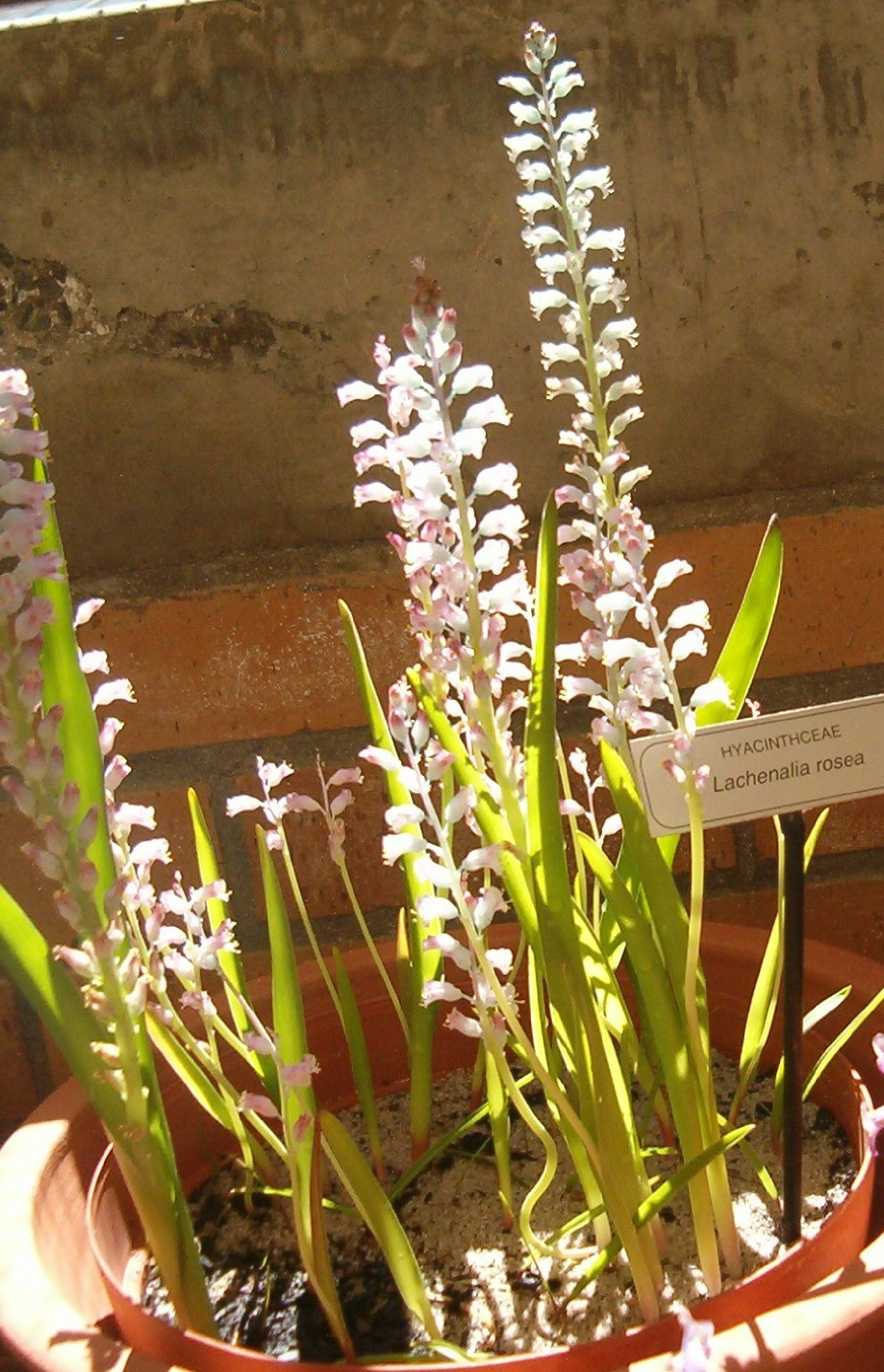
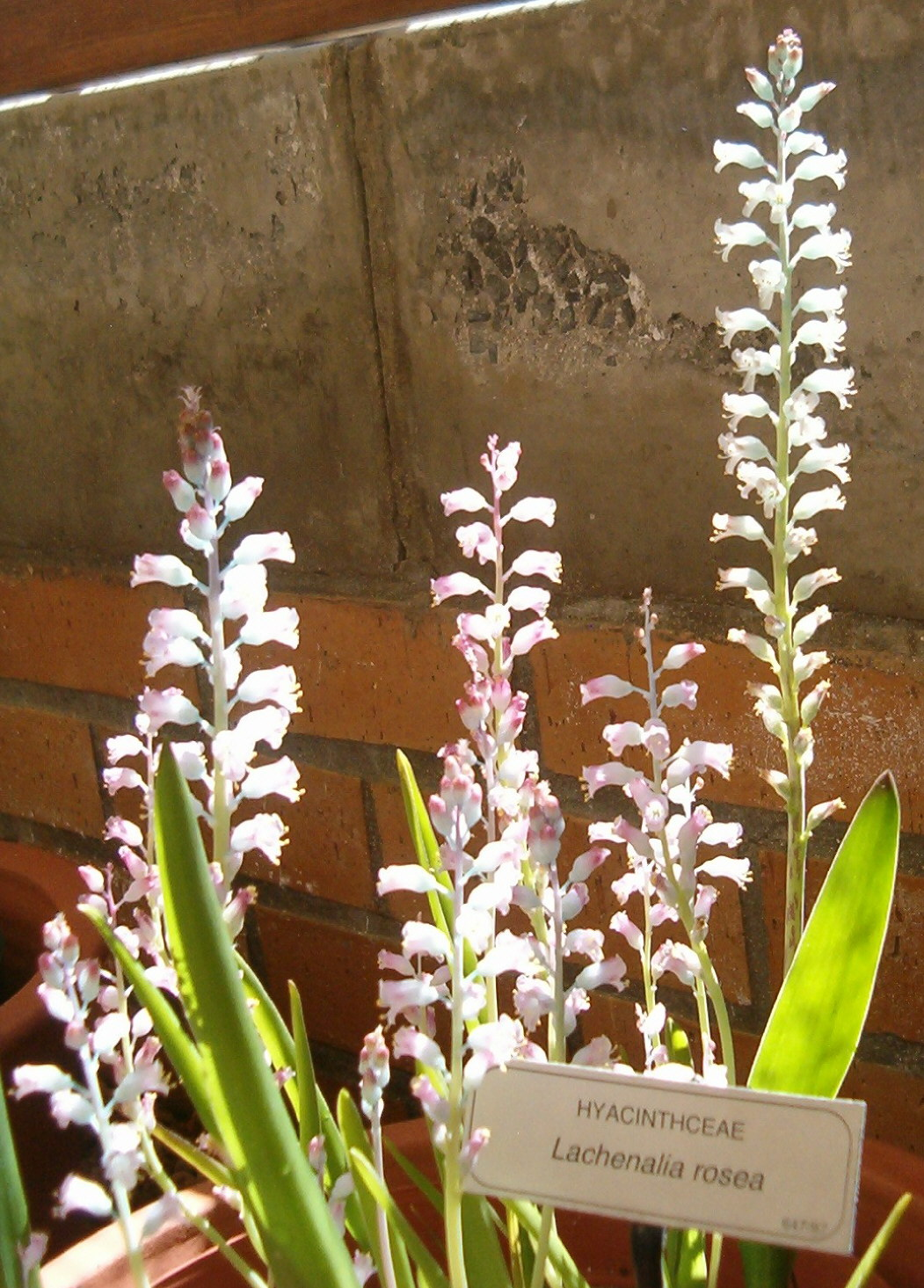